# ال کلاسیکو
ال‌کلاسیکو (به اسپانیایی: El Clásico) که به نام‌های دیگری مثل ال‌دربی، ال‌سوپرکلاسیکو و ال‌کلاسیک (به کاتالان: El clàssic) نیز شناخته می‌شود، به مسابقه فوتبال دو تیم رئال مادرید و بارسلونا گفته می‌شود. رقابت بین این دو تیم از این ناشی شده است که دو شهر مادرید و بارسلونا دو شهر بزرگ اسپانیا بوده، و این در حالی است که دو باشگاه موفق‌ترین و محبوب‌ترین باشگاه‌های کشور هستند. این مسابقه بزرگ‌ترین مسابقه فوتبال باشگاهی در جهان است که هر سال صدها میلیون نفر از کشورهای مختلف شاهد برگزاری آن هستند.
اصطلاح کلاسیکو (clásico) در سال‌های اخیر رایج شده و در اصل برای مسابقه‌های مهم و تاریخی آمریکای جنوبی به کار می‌رود. این اسم به دلیل افزایش نفوذ فوتبال اسپانیایی در آنجا و همچنین تبلیغات جهانی مربوط به ال‌کلاسیکو به وجود آمد.

## گلزنان برتر
آخرین به‌روزرسانی: ۵ آوریل ۲۰۲۳
| بازیکن                | باشگاه       | لالیگا | کوپا دل ری | سوپر جام اسپانیا | کوپا دی لالیگا | اروپا | مجموع |
| --------------------- | ------------ | ------ | ---------- | ---------------- | -------------- | ----- | ----- |
| لیونل مسی             | بارسلونا     | ۱۸     | —          | ۶                | —              | ۲     | ۲۶    |
| آلفردو دی استفانو     | رئال مادرید  | ۱۴     | ۲          | _                | —              | ۲     | ۱۸    |
| کریستیانو رونالدو     | رئال مادرید  | ۹      | ۵          | ۴                | —              | —     | ۱۸    |
| کریم بنزما            | رئال مادرید  | ۸      | ۴          | ۴                | —              | —     | ۱۶    |
| رائول گونزالس         | رئال مادرید  | ۱۱     | —          | ۳                | —              | ۱     | ۱۵    |
| سزار رودریگز آلوارز   | بارسلونا     | ۱۲     | ۲          | —                | —              | —     | ۱۴    |
| فرانسیسکو خنتو        | رئال مادرید  | ۱۰     | ۲          | —                | —              | ۲     | ۱۴    |
| فرانس پوشکاش          | رئال مادرید  | ۹      | ۲          | —                | —              | ۳     | ۱۴    |
| کارلوس سانتیانا       | رئال مادرید  | ۹      | ۲          | —                | ۱              | —     | ۱۲    |
| لوییس سوارز           | بارسلونا     | ۹      | ۲          | —                | —              | —     | ۱۱    |
| هوگو سانچز            | رئال مادرید  | ۸      | —          | ۲                | —              | —     | ۱۰    |
| خوانیتو               | رئال مادرید  | ۸      | —          | —                | ۲              | —     | ۱۰    |
| جوزپ سامیتیر          | بارسا / رئال | ۴      | ۶          | —                | —              | —     | ۱۰    |
| استانیسلاو باسورا     | بارسلونا     | ۸      | ۱          | —                | —              | —     | ۹     |
| جیم لازکانو           | رئال مادرید  | ۸      | —          | —                | —              | —     | ۸     |
| پاهینیو               | رئال مادرید  | ۸      | —          | —                | —              | —     | ۸     |
| ایوان زامورانو        | رئال مادرید  | ۴      | ۲          | ۲                | —              | —     | ۸     |
| سابینو باریناگا       | رئال مادرید  | ۴      | ۴          | _                | —              | —     | ۸     |
| اولوجیو مارتینز       | بارسلونا     | ۲      | ۵          | —                | —              | ۱     | ۸     |
| لوییس سوارز میرامونتس | بارسلونا     | ۲      | ۴          | —                | —              | ۲     | ۸     |
| سانتیاگو برنابئو      | رئال مادرید  | —      | ۸          | —                | —              | —     | ۸     |

## بیشترین حضور
آخرین بروزرسانی: ۵ آوریل ۲۰۲۳
| تعداد بازی | نام بازیکن           | نام باشگاه  |
| ---------- | -------------------- | ----------- |
| ۴۸         | سرخیو بوسکتس         | بارسلونا    |
| ۴۵         | سرخیو راموس          | رئال مادرید |
| ۴۵         | لیونل مسی            | بارسلونا    |
| ۴۳         | کریم بنزما           | رئال مادرید |
| ۴۲         | مانوئل سانچز مارتینز | رئال مادرید |
| ۴۲         | فرانسیسکو خنتو       | رئال مادرید |
| ۴۲         | ژاوی هرناندز         | بارسلونا    |
| ۴۰         | جرارد پیکه           | بارسلونا    |
| ۳۸         | آندرس اینیستا        | بارسلونا    |
| ۳۷         | فرناندو هیرو         | رئال مادرید |
| ۳۷         | رائول گونزالس        | رئال مادرید |
| ۳۷         | ایکر کاسیاس          | رئال مادرید |
| ۳۵         | کارلوس سانتیانا      | رئال مادرید |

## نتایج
آخرین به‌روزرسانی در ۵ آوریل ۲۰۲۳
|                      | بازی | برد      | برد         | مساوی | گل‌ها     | گل‌ها |
| رئال مادرید          | بازی | بارسلونا | رئال مادرید | مساوی | بارسلونا |      |
| -------------------- | ---- | -------- | ----------- | ----- | -------- | ---- |
| لالیگا               | ۱۸۶  | ۷۷       | ۷۴          | ۳۵    | ۲۹۹      | ۲۹۸  |
| کوپا د لا کوروناسیون | ۱    | ۰        | ۱           | ۰     | ۱        | ۳    |
| کوپا دل ری           | ۳۷   | ۱۳       | ۱۶          | ۸     | ۶۹       | ۶۸   |
| کوپا دی لالیگا       | ۶    | ۰        | ۲           | ۴     | ۸        | ۱۳   |
| سوپر جام اسپانیا     | ۱۶   | ۹        | ۵           | ۲     | ۳۴       | ۲۳   |
| لیگ قهرمانان اروپا   | ۸    | ۳        | ۲           | ۳     | ۱۳       | ۱۰   |
| جمع مسابقات          | ۲۵۴  | ۱۰۲      | ۱۰۰         | ۵۲    | ۴۲۴      | ۴۱۵  |
| بازی دوستانه         | ۴۱   | ۶        | ۲۳          | ۱۲    | ۵۵       | ۱۰۱  |
| تمام مسابقات         | ۲۹۵  | ۱۰۸      | ۱۲۳         | ۶۴    | ۴۷۹      | ۵۱۶  |

### جدول کل مسابقات
| جایگاه | نام         | بازی | برد | تساوی | باخت | زده | خورده | تفاضل | امتیاز |
| ------ | ----------- | ---- | --- | ----- | ---- | --- | ----- | ----- | ------ |
| ۱      | بارسلونا    | ۲۹۵  | ۱۲۳ | ۶۴    | ۱۰۸  | ۵۱۶ | ۴۷۹   | ۳۷+   | ۴۳۳    |
| ۲      | رئال مادرید | ۲۹۵  | ۱۰۸ | ۶۴    | ۱۲۳  | ۴۷۹ | ۵۱۶   | ۳۷-   | ۳۸۸    |

### جدول مسابقات رسمی
| جایگاه | نام         | بازی | برد | تساوی | باخت | زده | خورده | تفاضل | امتیاز |
| ------ | ----------- | ---- | --- | ----- | ---- | --- | ----- | ----- | ------ |
| ۱      | رئال مادرید | ۲۵۵  | ۱۰۵ | ۵۲    | ۱۰۱  | ۴۲۴ | ۴۱۵   | ۹+    | ۳۵۸    |
| ۲      | بارسلونا    | ۲۵۵  | ۱۰۲ | ۵۲    | ۱۰۲  | ۴۱۵ | ۴۲۴   | ۹-    | ۳۵۲    |

## افتخارات دو باشگاه
| بارسلونا | رقابت                           | رئال مادرید |       |
| داخلی    | داخلی                           | داخلی       | داخلی |
| -------- | ------------------------------- | ----------- | ----- |
| ۲۸       | لالیگا                          | ۳۶          |       |
| ۳۲       | کوپا دل ری                      | ۲۰          |       |
| ۱۵       | سوپر جام اسپانیا                | ۱۳          |       |
| ۳        | کوپا اوا دیورته (تمام‌شده)       | ۱           |       |
| ۲        | کوپا دی لالیگا (تمام‌شده)        | ۱           |       |
| ۷۹       | مجموع                           | ۷۱          |       |
| اروپایی  |                                 |             |       |
| ۵        | لیگ قهرمانان اروپا              | ۱۵          |       |
| ۴        | جام برندگان جام اروپا (تمام‌شده) | —           |       |
| —        | لیگ اروپا                       | ۲           |       |
| ۵        | سوپر جام اروپا                  | ۶           |       |
| ۳        | اینتر-سیتیز فیرز کاپ (تمام‌شده)  | —           |       |
| ۲        | جام لاتین (تمام‌شده)             | ۲           |       |
| ۱۹       | مجموع                           | ۲۵          |       |
| جهانی    |                                 |             |       |
| —        | کوپا ایبروامریکانا (تمام‌شده)    | ۱           |       |
| —        | جام بین قاره‌ای (تمام‌شده)        | ۴           |       |
| ۳        | جام باشگاه‌های جهان              | ۵           |       |
| ۳        | مجموع                           | ۱۰          |       |
| ۱۰۲      | مجموع کل                        | ۱۰۶         |       |

## دلایل اختلاف

### رقابت منطقه‌ای
یکی از دلایل اختلاف بین دو تیم رئال مادرید و بارسلونا، مربوط به مناطقی است که هر یک از این دو تیم در آنها واقع شده‌اند؛ این دو منطقه با هم منازعاتی داشته‌اند. رئالی‌ها در منطقه کاستیا حضور دارند و تیم رقیب در منطقه کاتالونیا. در واقع رقابت این دو تیم فوتبالی، تا حد زیادی از اختلافات سیاسی بین کاستیایی‌ها و کاتالان‌ها ناشی می‌شود و نویسنده‌ای آن را جنگ داخلی اسپانیا نام گذاشته است. البته امروزه رقابت بین دو تیم عمدتاً به بازی‌های رو در رو معطوف شده است و کمتر می‌توان از آن دشمنی‌های گذشته سراغی یافت.

### حکومت ریورا و فرانکو
در طول حکومت ریورا و به‌خصوص ژنرال فرانکو (۱۹۳۹–۱۹۷۵)، بیشتر مذاهب و گونه‌های مختلف زبان به جز مربوط به مردم کاستیا، تضعیف شدند. به همین دلیل بود که مردم کاتالان به تیمشان لقب «فراتر از یک باشگاه» را دادند. در واقع مردم آن منطقه، تنها راه مقابله با فرانکو و بیان کردن مخالفت‌های خود را، پیوستن به باشگاه بارسلونا می‌دانستند چون هم ریسک کمتری داشت و هم کاملاً قانونی بود.

### دی استفانو
در دهه ۱۹۵۰، رقابت بین دوتیم رئال مادرید و بارسلونا بسیار بیشتر از قبل شد. جاییکه آلفردو دی استفانو ستاره آن روزهای فوتبال بود و هر دو باشگاه قصد خریدش را داشتند اما به نتیجه ای نرسیدند. در نهایت فیفا وارد ماجرا شد و آراماندو کالرو را واسطه قرار داد. کالرو تصمیم گرفت دی استفانو سال‌های ۱۹۵۴–۱۹۵۳ و ۱۹۵۶–۱۹۵۵ برای رئال مادرید و در سال‌های ۱۹۵۵–۱۹۵۴ و ۱۹۵۷–۱۹۵۶ در بارسلونا توپ بزند که هردو طرف موافقت کردند. اگر چه کاتالان‌ها موافقت کردند اما نارضایتی‌هایی در میان مدیران بارسلونا ایجاد شد و در نهایت رئیس این تیم استعفا داد. اعتراض در بارسلونا بالا بود اما در پایتخت اسپانیا، تفسیر دیگری از این حرف‌ها داشتند. آن‌ها این شایعات را حاصل جنون و شک بیمارگونه کاتالونیایی می‌دانند.
از آنجا که دی استفانو در چند بازی دوستانه عملکرد چشمگیری نداشت، بارسلونا نیمی از قرارداد خود را به رئال مادرید فروخت و در نهایت دی استفانو به‌طور کامل و رسمی به رئال مادرید پیوست. که اتفاقاً یکی از عوامل اصلی موفقیت‌های تیمش در آن زمان شد. وی همچنین با زدن ۱۸ گل به بارسلونا، بعد از لیونل مسی بیست و شش گله در رده دوم به همراه کریستیانو رونالدو بهترین گلزنان تاریخ الکلاسیکوها محسوب می‌شود. این انتقال باعث تشدید رقابت بین رئال مادرید و بارسلونا شد.

## بازیکنانی که در هر دو تیم بازی کرده‌اند
بارسلونا به مادرید
- ۱۹۰۶:  خوسه کیرانته

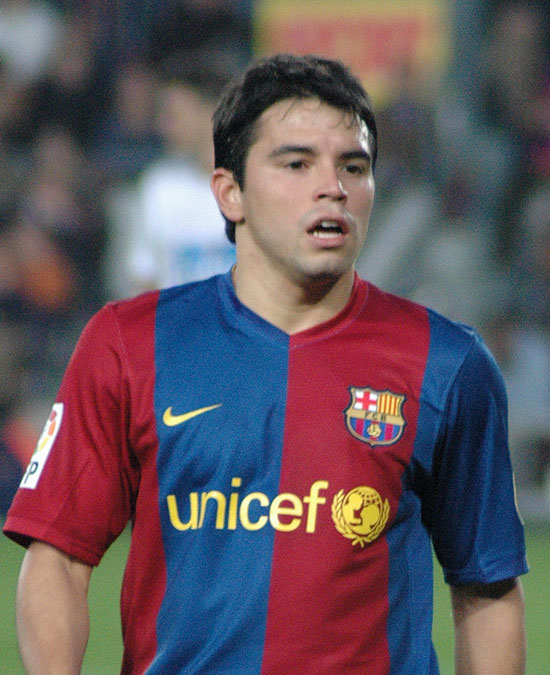
خاویر ساویولا آخرین بازیکن انتقالی بین دو تیم در سال ۲۰۰۷

- ۱۹۳۰:  ریکاردو زامورا (از طریق اسپانیول)
- ۱۹۳۲:  جوزپ سامیتیر
- ۱۹۶۲:  اواریستو ده ماکدو
- ۱۹۸۸:  برند شوستر
- ۱۹۹۴:  میکل لادروپ
- ۲۰۰۰:  لوئیس فیگو
- ۲۰۰۰:  آلبرت سلادس (از طریق سلتاویگو)
- ۲۰۰۲:  رونالدو (از طریق اینترمیلان)
- ۲۰۰۷:  خاویر ساویولا

مادرید به بارسلونا
- ۱۹۶۱:  خسوس ماریا پردا (از طریق رئال وایادولید)
- ۱۹۶۵:  لوسیان مولر
- ۱۹۹۴:  گئورگی هاجی (از طریق برشا)
- ۱۹۹۴:  خولن لوپتگی
- ۱۹۹۵:  روبرت پروسینچکی
- ۱۹۹۶:  لوییز انریکه
- ۲۰۰۰:  آلفونسو پرز (از طریق رئال بتیس)
- ۲۰۰۴:  ساموئل اتوئو
- ۲۰۲۲:  مارکوس آلونسو (از طریق چلسی)

## ال کلاسیکوی زنان
ال کلاسیکوی زنان بین دو تیم بارسلونا و رئال مادرید برای اولین بار در ۴ اکتبر ۲۰۲۰ بین این دو تیم برگزار شد که با پیروزی پرگل ۴–۰ بارسلونا به اتمام رسید .

### بهترین بردها
- تفاضل ۵ گل به بالا

### گلزنان برتر
| بازیکن               | باشگاه      | لیگ برتر | کوپا د لا رینا | سوپرجام زنان | اروپا | مجموع |
| -------------------- | ----------- | -------- | -------------- | ------------ | ----- | ----- |
| الکسیا پوتیاس        | بارسلونا    | ۵        | ۱              | ۲            | ۳     | ۱۰    |
| پاتریسیا گیخارو      | بارسلونا    | ۵        | ۱              | ۱            | —     | ۷     |
| اوا پایور            | بارسلونا    | —        | ۵              | ۲            | —     | ۷     |
| ماریونا کالدنتی      | بارسلونا    | ۲        | ۱              | ۳            | —     | ۶     |
| کلودیا پینا          | بارسلونا    | ۲        | —              | ۱            | ۲     | ۵     |
| آیتانا بونماتی       | بارسلونا    | ۳        | ۱              | —            | ۱     | ۵     |
| کارولین هانسن        | بارسلونا    | ۳        | —              | ۱            | ۱     | ۵     |
| سلما پارالولو        | بارسلونا    | —        | ۲              | ۳            | —     | ۵     |
| لیکه مارتنس          | بارسلونا    | ۳        | ۱              | —            | —     | ۴     |
| آسیسات اوشوآلا       | بارسلونا    | ۲        | ۱              | —            | —     | ۳     |
| فریدولینا رولفو      | بارسلونا    | ۳        | —              | —            | —     | ۳     |
| اولگا کارمونا        | رئال مادرید | ۱        | —              | —            | ۲     | ۳     |
| جنیفر هرموسو         | بارسلونا    | ۲        | —              | —            | —     | ۲     |
| آلبا ردوندو          | رئال مادرید | ۲        | —              | —            | —     | ۲     |
| کارولین ویر          | رئال مادرید | ۱        | —              | ۱            | —     | ۲     |
| ماریا لئون           | بارسلونا    | —        | —              | —            | ۱     | ۱     |
| ایرنه پاردس          | بارسلونا    | ۱        | —              | —            | —     | ۱     |
| آنا ماریا سرنوگرچویچ | بارسلونا    | ۱        | —              | —            | —     | ۱     |
| ویکی لوپز            | بارسلونا    | ۱        | —              | —            | —     | ۱     |
| کلودیا زورنوزا       | رئال مادرید | —        | —              | —            | ۱     | ۱     |
| سیگن برون            | رئال مادرید | —        | ۱              | —            | —     | ۱     |
| کوزواره اصلانی       | رئال مادرید | ۱        | —              | —            | —     | ۱     |

### نتایج
۴ اکتبر ۲۰۲۰
|                           | بازی | برد      | برد | مساوی |
| رئال مادرید               | بازی | بارسلونا |     | مساوی |
| ------------------------- | ---- | -------- | --- | ----- |
| لیگ برتر                  | ۱۰   | ۱        | ۹   | ۰     |
| کوپا د لا رینا            | ۳    | ۰        | ۳   | ۰     |
| سوپرجام زنان              | ۴    | ۰        | ۴   |       |
| لیگ قهرمانان اروپا        | ۲    | ۰        | ۰   | ۰     |
| جمع مسابقات               | ۱۹   | ۱        | ۱۸  | ۰     |
| بازی‌های دوستانه و غیررسمی | ۰    | ۰        | ۰   | ۰     |
| تمام مسابقات              | ۱۹   | ۱        | ۱۸  | ۰     |

### جدول کل مسابقات
| جایگاه | نام         | بازی | برد | تساوی | باخت | زده | خورده | تفاضل | امتیاز |
| ------ | ----------- | ---- | --- | ----- | ---- | --- | ----- | ----- | ------ |
| ۱      | بارسلونا    | ۱۹   | ۱۸  | ۰     | ۱    | ۸   | ۱     | ۷+    | ۶      |
| ۲      | رئال مادرید | ۱۹   | ۱   | ۰     | ۱۸   | ۱   | ۸     | ۷–    | ۰      |

### افتخارات
| بارسلونا        | رقابت                        | رئال مادرید |
| --------------- | ---------------------------- | ----------- |
| داخلی           |                              |             |
| ۱۰              | لیگ برتر                     | –           |
| ۱۰              | کوپا د لا رینا               | –           |
| ۵               | سوپر جام فوتبال زنان اسپانیا | –           |
| ۲۵              | مجموع                        | –           |
| اروپایی و جهانی |                              |             |
| ۳               | لیگ قهرمانان اروپای زنان     | –           |
| ۳               | مجموع                        | –           |
| ۲۸              | جمع کل                       | –           |